# Liriomyza mediterranea
Liriomyza mediterranea är en tvåvingeart som beskrevs av Friedrich Georg Hendel 1931. Liriomyza mediterranea ingår i släktet Liriomyza och familjen minerarflugor.
Artens utbredningsområde är Kroatien. Arten är reproducerande i Sverige. Inga underarter finns listade i Catalogue of Life.